# هاري ووماك
هاري ووماك (بالإنجليزية: Harry Womack)‏ هو موسيقي أمريكي، ولد في 25 يونيو 1945 في كليفلاند في الولايات المتحدة، وتوفي في 9 مارس 1974 في لوس أنجلوس في الولايات المتحدة.